# Misha Ge
Mikhail Tszyunovich Ge (in cirillico: Миша Цзюнович Ге?; Mosca, 17 maggio 1991) è un ex pattinatore artistico su ghiaccio uzbeko.

## Biografia
È nato a Mosca nel 1991, all'epoca nella Repubblica Socialista Russa, da Larisa e Jun Ge, entrambi allenatori di pattinaggio. Ha origini russe, cinesi e coreane. Dall'età di circa 10 anni ha vissuto a Pechino, in Cina, dove è stato allenato dai suoi genitori. Ha vissuto anche a Hong Kong e a Taiwan. Si è trasferito negli Stati Uniti a metà del 2009 ed è tornato a Pechino nel 2013.
 Parla russo, cinese mandarino e inglese. Ha frequentato corsi di coreografia presso la Beijing Dance Academy e la Hollywood Dance Academy.

### Carriera
Ha rappresentato l'Uzbekistan ai Giochi olimpici invernali di Soči 2014, dove si è classificato 17º nel singolo.
È tornato alle Olimpiadi a Pyeongchang 2018, classificando nuovamente 17º nel singolo.
Ha partecipato a otto edizioni consecutive dei mondiali dalla stagione 2010-2011 alla stagione 2017-2018; il suo miglior risultato è stato il 6º posto nel 2015.
Si è ritirato dalla carriera agonistica il 25 marzo 2018.

## Palmarès
GP: Grand Prix; CS: Challenger Series
| Internazionali                    | Internazionali | Internazionali | Internazionali | Internazionali | Internazionali | Internazionali | Internazionali | Internazionali | Internazionali | Internazionali |
| Evento                            | 2008–09        | 2009–10        | 2010–11        | 2011–12        | 2012–13        | 2013–14        | 2014–15        | 2015–16        | 2016–17        | 2017–18        |
| --------------------------------- | -------------- | -------------- | -------------- | -------------- | -------------- | -------------- | -------------- | -------------- | -------------- | -------------- |
| Giochi olimpici invernali         |                |                |                |                |                | 17°            |                |                |                | 17°            |
| Campionati mondiali               |                |                | 30°            | 19°            | 16°            | 27°            | 6°             | 15°            | 12°            | 9°             |
| Campionati dei Quattro continenti |                |                | 12°            | 9°             | 11°            | 13°            | 8°             |                | 7°             | 6°             |
| GP Cup of China                   |                |                |                |                |                |                | 5°             | 8°             |                |                |
| GP Rostelecom Cup                 |                |                |                |                |                | 8°             | 4°             |                |                | 4°             |
| GP Skate Canada                   |                |                |                |                |                |                |                |                | 6°             |                |
| GP Trophée Eric Bompard           |                |                |                |                |                |                |                | R              | 7°             | 3°             |
| CS Autumn Classic International   |                |                |                |                |                |                |                |                | 2°             | 4°             |
| CS Denkova-Staviski Cup           |                |                |                |                |                |                |                | 1°             |                |                |
| CS Finlandia Trophy               |                |                |                |                |                |                | 4°             |                |                |                |
| Giochi asiatici invernali         |                |                | 6°             |                |                |                |                |                | 6°             |                |
| Asian Open                        |                |                |                | 2°             |                | 2°             |                |                |                |                |
| Cup of Nice                       |                |                |                | 8°             |                |                |                |                |                |                |
| Denkova-Staviski Cup              |                |                |                |                | 1°             | 1°             |                |                |                |                |
| Finlandia Trophy                  |                |                |                |                | 6°             |                |                |                |                |                |
| Ice Challenge                     |                |                |                | 2°             | 4°             |                |                |                |                |                |
| Istanbul Cup                      |                |                |                | 2°             |                |                |                |                |                |                |
| NRW Trophy                        |                |                |                |                | 5°             |                |                |                |                |                |
| Warsaw Cup                        |                |                |                |                | 2°             |                |                |                |                |                |
| Nazionali                         |                |                |                |                |                |                |                |                |                |                |
| Campionato uzbeko                 |                | 1°             | 1°             |                |                |                | 1°             | 1°             |                |                |
| Campionato cinese                 | 6°             |                |                |                |                |                |                |                |                |                |
| R = Ritirato                      |                |                |                |                |                |                |                |                |                |                |